# ビグリューカラム
ビグリューカラム （英: Vigreux column） は蒸留、特に分留に用いるガラス器具で、ガラスの筒の内側に突起がたくさんついた器具。沸点の近い化合物を分けるには、何度も沸騰と凝縮を繰り返し、理論段数を増やす必要がある。より精度の高い蒸留には蒸留塔を建てる必要があるが、実験室規模では大きな装置を組み立てる時間的・金銭的余裕がないので、より簡単に理論段数を大きくするためにこの器具を用いる。アンリ・ビグリューにより発明された。

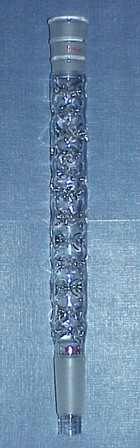
ビグリューカラム

内側の突起部分で、何度も凝縮されるので理論段数が増える。沸点が十分離れており希望の純度や回収量で蒸留できるのであれば使う必要はないが、回収量と純度は反比例するため、純度や回収量が悪い場合はそのどちらかを諦めねばならない。このような器具を使えば理論段数が増えるため、純度や回収量の増加が可能である。